# Armand d'Artois
Armand d'Artois, pseudonimo di Armand François Victor Dartois de Bournonville (Oise, 3 ottobre 1788 – Parigi, 17 marzo 1867), è stato un drammaturgo e librettista francese.

## Biografia
Armand d'Artois figlio di un tenente di artiglieria e guardia del corpo del re, iniziò a lavorare come avvocato, ma il successo della sua commedia Les Fiancés nel 1808 lo spinse a dedicarsi interamente al teatro, e scrisse talvolta in collaborazione con altri autori, caratterizzandosi per il piacere di sostenere i suoi ideali monarchici in numerose commedie e vaudevilles, sempre con un tono ameno e brillante.
Nel 1814, si unì alle guardie del corpo del re del Belgio e lasciò il servizio militare dopo aver ricevuto la Legion d'onore nel 1816.
Fondò assieme a Rogemont il giornale satirico La foudre, inoltre diresse il Théâtre des Variétés e ottenne grande successo e consenso di critica e di pubblico, almeno fino a quando emerse lo scrittore, drammaturgo e librettista francese Eugène Scribe, che raccolse molti successi.
Le sue opere sono state rappresentate sui più grandi palcoscenici parigini del XIX secolo: Théâtre du Vaudeville, Théâtre des Variétés, Théâtre des Nouveautés, Théâtre du Palais-Royal, Théâtre des Folies-Dramatiques, ecc.
Armand d'Artois realizzò circa duecento opere e anche i suoi fratelli Louis-Armand-Théodore (1786-1845) e Charles-Achille (1791-1868) furono autori drammatici.

## Opere
- 1808: Les Fiancés, ou l'Amour et le Hasard, commedia in un atto, con Emmanuel Théaulon;
- 1809: Les Femmes soldats ou la Forteresse mal défendue, vaudeville in un atto, con Théaulon;
- 1809: Les Femmes rivaux, arlequinade in un atto e un vaudevilles, con Théaulon;
- 1810: Les Pêcheurs danois, vaudeville storico in un atto, con Théaulon;
- 1810: Les Six Pantoufles ou le Rendez-vous des Cendrillons, vaudeville in unatto e in prosa, con Henri Dupin e Antoine-Pierre-Charles Favart;
- 1810: Le Sultan du Hâvre, vaudeville in un atto e in prosa, con Dupin;
- 1810: Partie carrée ou Chacun de son côté, commedia-vaudeville in un atto, con Théophile Marion Dumersan e Théaulon;
- 1810: Les Trois Fous ou la Jeune Veuve, commedia-vaudeville in un atto;
- 1811: Le Pacha de Suresne ou l'Amitié des femmes;
- 1811: Les Pages au sérail, vaudeville in due atti, con Théaulon;
- 1812: La Belle Allemande, commedia storica in un atto, con Dupin;
- 1812: Les Rendez-vous de minuit, commedia-vaudeville in un atto, con Dupin;
- 1812: Bayard page, ou Vaillance et Beauté, commedia storica in due atti e in vaudevilles, con Théaulon;
- 1813: Le Boghey renversé ou Un point de vue de Longchamp, schizzo e vaudevilles, con Théaulon ed Étienne Jourdan;
- 1813: Les Bêtes savantes, burlesque in un atto e un vaudevilles, con Dumersan e Théaulon;
- 1813: Le Nécessaire et le Superflu, commedia-vaudeville in un atto, con Théophile Marion Dumersan;
- 1813: Le Cimetière du Parnasse ou Tippó malade, vaudevilles in un atto, con Théaulon;
- 1813: La Tour de Witikind ou la Capitulation, vaudeville in un atto, con Dupin;
- 1813: Le Courtisan dans l'embarras, commedia in un atto, con Dupin;
- 1813: Les maris ont tort, commedia-vaudeville in un atto;
- 1814: L'Arbre de Vincennes, vaudeville eroico in tre atti, con Théaulon e Joseph-Denis Doche;
- 1814: La Vénus hottentote, ou Haine aux françaises, con Nicolas Brazier e Théaulon;
- 1814: La Route de Paris, ou les Allans et les Venans, vaudevilles in un atto, con Théaulon;
- 1814: Les Clefs de Paris ou le Dessert d'Henri IV, commedia storica e un vaudeville, con Théaulon;
- 1814: Psyché, ou la Curiosité des femmes, con Théaulon;
- 1814: Les Visites, ou les Complimens du jour de l'an, tableau vaudeville in un atto, con Achille d'Artois e Théaulon;[2]
- 1815: Le Roi et la Ligue, opera-comica in due atti, con Théaulon;
- 1816: La Bataille de Denain, opera-comica in tre atti, con Théaulon e Fulgence de Bury;
- 1816: Un Mari pour étrennes, opera-comica in un atto, con Théaulon;
- 1816: La Rosière de Hartwell, commedia-vaudeville in un atto, con Achille d'Artois;
- 1816: Charles de France, ou Amour et Gloire, opera-comica in due atti, con Théaulon;
- 1817: Le Calendrier vivant ou Une année dans une heure, con Paul Ledoux e Théaulon;
- 1817: Paris à Pékin, ou la Clochette de l'Opéra-Comique, parodia in un atto e un vaudevilles, con Théaulon e Marc-Antoine Madeleine Désaugiers;[3]
- 1817: Robinson dans son isle, commedia in un atto, con Michel-Nicolas Balisson de Rougemont, Nicolas Brazier e Gabriel de Lurieu;[4]
- 1817: Le Sceptre de la charrue, opéra-comique in 3 atti (libretto), musica di Alexandre Piccinni;[5]
- 1818: L'École de village ou l'Enseignement mutuel;
- 1818: La Route d'Aix-la-Chapelle, vaudeville in un atto, con Théaulon;
- 1818: Les Perroquets de la mère Philippe, vaudeville in un atto, con Achille d'Artois e Théaulon;
- 1818: Monsieur Champagne, ou le Marquis malgré lui, commedia-vaudeville in un atto, con Théaulon;
- 1818: Le Magasin de chaperons, ou l'Opéra-comique vengé, parodia in un atto, con Désaugiers;
- 1819: Les Bolivars et les Morillos ou les Amours de Belleville, caricatura in un atto e un vaudevilles, con de Lurieu;
- 1819: La Féerie des arts ou le Sultan de Cachemire, vaudeville in un atto, con Francis baron d'Allarde e de Lurieu;
- 1819: Angéline, ou la Champenoise, commedia-vaudeville in un atto, con Théaulon;
- 1819: Le Procès de Jeanne-d'Arc, ou le Jury littéraire, con Pierre Carmouche e Dupin;
- 1819: Les Troqueurs, con Achille d'Artois;
- 1819: Les Visites à Momus, vaudeville in un atto, con de Lurieu e Francis d'Allarde;
- 1819: Les Vêpres odéoniennes, parodia della tragedia Les Vêpres siciliennes di Casimir Delavigne,[6] con Antoine Simonnin;
- 1819: Le Mariage à la husarde, ou Une nuit de printemps, commedia in un atto e in prosa, e un vaudevilles, con Lafontaine;
- 1819: Le Château de mon oncle ou le Mari par hasard, commedia in un atto, con Désaugiers;
- 1820: Les Trois Vampires ou le Clair de lune, vaudeville in un atto, con Brazier;
- 1820: Le Diable d'Argent, vaudevilles, con Théaulon e Edmond Rochefort;
- 1820: Clari à Meaux en Brie, pantomime burlesque, précédée de Cadet-Roussel maître de ballets, con Brazier e Dumersan;[7]
- 1820: Le Séducteur champenois, ou les Rhémois, commedia-vaudeville in un atto, con Charles Nombret Saint-Laurent e Xavier B. Saintine;
- 1820: La Suite du Folliculaire ou l'Article in suspens, commedia-vaudeville in 1 atto, con Ramond de la Croisette, Ferdinand Langlé, Eugène Scribe e Théaulon;[8]
- 1821: La Nina de la rue Vivienne, con de Lurieu e Francis d'Allarde;
- 1821: La Solliciteuse, ou l'Intrigue dans les bureaux, commedia-vaudeville in un atto, con Théaulon;
- 1821: Le Panorama de Paris, ou C'est fête partout!, commedia in cinque atti, e vaudevilles;
- 1821: La Marchande de goujons, ou les Trois Bossus, vaudeville in un atto, con Francis d'Allarde;
- 1821: Jeanne d'Arc, ou la Délivrance d'Orléans, dramma lirico in tre atti, con Théaulon;
- 1821: Le Permesse gelé, ou les Glisseurs littéraires, folie-revue in 1 atto, con Emmanuel Théaulon e Nicolas Gersin;
- 1822: Les Blouses ou la Soirée à la mode, commedia-vaudeville in un atto, con de Lurieu e Théaulon;
- 1822: La Guerre ou la parodie de la paix, tragedia burlesca in cinque atti e in versi, con Théaulon e Ferdinand Laloue;
- 1822: Guillaume, Gautier et Garguille ou le Cœur et la Pensée, con Francis d'Allarde e de Lurieu;
- 1822: Le Comédien de Paris, vaudeville in un atto, con Eugène de Lamerlière;
- 1822: Le Gueux, ou la Parodie du paria, tragedia burlesque in cinque atti e in versi, con Théaulon e Ferdinand Langlé;
- 1822: Le Matin et le Soir, ou la Fiancée et la Mariée, commedia in due atti, con René de Chazet e Théaulon;
- 1823: La Dame des belles cousines;
- 1823: La Route de Poissy, vaudeville in un atto, con Francis d'Allarde;
- 1823: Le Polichinelle sans le savoir, commedia, con Armand-François Jouslin de La Salle e Francis d'Allarde;[9]
- 1823: La Pauvre Fille, vaudeville in un atto, con Achille d'Artois e Michel Dieulafoy;
- 1823: Julien ou Vingt-cinq ans d'entr'acte, commedia-vaudeville in due atti, con Saintine;
- 1823: Polichinelle aux eaux d'Enghien, vaudeville in un atto, con Francis d'Allarde e Saintine;
- 1823: Le Laboureur, ou Tout pour le Roi! Tout pour la France!, commedia in un atto e in prosa, con Théaulon;
- 1823: Les Femmes volantes, vaudeville in due atti, con Achille d'Artois e Théaulon;
- 1823: L'Enfant de Paris, ou le Débit de consolations, con Francis d'Allarde e de Lurieu;[10]
- 1823: La Route de Poissy, vaudeville con Francis d'Allarde;
- 1823: L'Orage, commedia-vaudeville in un atto, con Saintine;
- 1823: La Petite Babet, ou les Deux Gouvernantes, commedia-vaudeville in un atto, con Francis d'Allarde;
- 1824: La Famille du porteur d'eau, commedia-vaudeville in un atto, con Francis d'Allarde;
- 1824: L'École des ganaches, con Francis d'Allarde e de Lurieu;
- 1824: Thibaut et Justine, ou le Contrat sur le grand chemin, commedia in un atto, con Francis d'Allarde e de Lurieu;
- 1824: Le Perruquier et le Coiffeur, commedia in un atto, con Dupin e Thomas Sauvage;
- 1824: Monsieur le pique assiette, commedia-vaudeville in un atto, con de Lurieu e Théaulon;
- 1824: L'Imprimeur sans caractère, ou le Classique et le Romantique, con de Lurieu e Francis d'Allarde;
- 1824: L'Homme de 60 ans ou la Petite Entêtée, commedia-vaudeville in un atto, con Simonnin e Laloue;[11]
- 1824: La Curieuse, commedia-vaudeville in due atti, con Achille d'Artois e Saintine;
- 1824: Les Personnalités, ou le Bureau des cannes, vaudeville in un atto, con Francis d'Allarde e de Lurieu;
- 1825: Les Lorrains, con Francis d'Allarde e de Lurieu;
- 1825: Le Champenois, ou les Mystifications, commedia-vaudeville in un atto, con Achille d'Artois e Francis d'Allarde;
- 1825: La Grand'Maman, ou le Lendemain de noces, commedia-vaudeville in un atto, con Achille d'Artois e Francis d'Allarde;
- 1825: Le Commissaire du bal, ou l'Ancienne et la Nouvelle Mode, commedia-vaudevilles in un atto, con Francis d'Allarde;
- 1825: France et Savoie, commedia-vaudeville in due atti, con Théaulon;
- 1825: La Léocadie de Pantin, parodia de la Léocadie di Feydeau, con Dupin e Antoine-François Varner;
- 1825: Le Centenaire ou la Famille des Gaillards, commedia-vaudeville in 1 atto con Théaulon e Francis d'Allarde;
- 1825: L'Ami intime, commedia in un atto, con Théaulon e Laloue, pubblicata nel 1828;[12]
- 1826: Le Candidat, ou l'Athénée de Beaune, commedia-vaudeville in cinque atti, con Théaulon e Francis d'Allarde;
- 1826: Le Capitaliste malgré lui, commedia-vaudeville in un atto, con Francis d'Allarde e Saintine;
- 1826: Le Prisonnier amateur, commedia, con Frédérick Lemaître, Alexis Decomberousse e Laloue;
- 1826: Le Protecteur, commedia-vaudeville in un atto, con Francis d'Allarde e Théaulon;
- 1826: Le Centenaire, ou la Famille des Gaillards, commedia-vaudeville in un atto, con Francis d'Allarde e Théaulon;
- 1826: M. François, ou Chacun sa manie, commedia in un atto, con Francis d'Allarde;
- 1826: Le Baron allemand, ou le Blocus de la salle à manger, commedia-vaudeville in un atto, con Gabriel de Lurieu e Louis-Émile Vanderburch;
- 1827: La Halle au blé ou l'Amour et la Morale, con Francis d'Allarde e Nombret Saint-Laurent;
- 1827: L'Homme de Paille, commedia-vaudevilles, con Achille d'Artois e Francis d'Allarde;
- 1827: Paris et Londres, commedia, con Mathurin-Joseph Brisset;
- 1827: Le Futur de la grand'maman, commedia in un atto, con Achille d'Artois e Édouard Monnais;
- 1827: Clara Wendel, commedia-vaudeville in due atti, con Francis d'Allarde e Théaulon;
- 1827: La Nuit d'un joueur, ou le Petit Béverley, con de Lurieu e Joseph Aude;
- 1827: La Villageoise somnambule, ou les Deux Fiancés, commedia-vaudeville in tre atti, con Dupin;
- 1827: Les Deux Matelots, ou le Père malgré lui, commedia-vaudeville in un atto, con Francis d'Allarde;
- 1827: Cartouche et Mandrin, commedia-vaudeville in un atto, con Henri Dupin;
- 1827: Mon ami Pierre, con Adolphe de Leuven e Auguste Pittaud de Forges;
- 1827: Le Bon Père, commedia in un atto, di Florian, con Achille d'Artois e Ferdinand Laloue;
- 1827: Les Forgerons, commedia-vaudeville in due atti, con Achille d'Artois e Francis d'Allarde;
- 1827: Les Trois Faubourgs, ou le Samedi, le Dimanche et le Lundi, commedia-vaudeville in tre atti, con Francis d'Allarde e Théaulon;
- 1828: Le Caporal et le Paysan, con Alphonse Signol;
- 1828: Le Portefeuille, con de Lurieu e de Forges;
- 1828: Jean Pacot, ou Cinq ans d'un conscrit, vaudeville in cinque atti, con Francis d'Allarde;
- 1828: Le Château de M. le baron, commedia-vaudeville in due atti, con Charles de Livry;
- 1829: Le Dernier Jour d'un condamné, époque de la vie d'un romantique, in 1 quadro, con un prologo in versi, con Victor Hugo, Michel Masson e Mathieu-Barthélémy Thouin.
- 1829: Le Brigand napolitain, con de Leuven e Pittaud de Forges;
- 1829: La Veille et le Lendemain ou Il faut bien aimer son mari, commedia-vaudeville in due atti, con Achille d'Artois e Francis d'Allarde;
- 1829: Le Brutal, vaudeville in un atto, con Masson e Barthélemy Jarnet;
- 1829: La Grisette mariée, commedia-vaudeville in due atti, con Charles-François-Jean-Baptiste Moreau de Commagny e Vanderburch;
- 1830: Monsieur de la Jobardière ou la Révolution impromptue, commedia in un atto, con Dupin e Dumersan;
- 1835: La Femme du peuple, dramma in due atti, con Dumersan;
- 1835: Roger, ou le Curé de Champaubert, dramma-vaudeville in due atti, con Julien de Mallian;
- 1839: Nanon, Ninon et Maintenon ou les Trois Boudoirs, commedia in tre atti, con Théaulon e Jean-Pierre-François Lesguillon;
- 1839: Valentine, commedia-vaudeville in due atti, con Achille d'Artois;
- 1839: Vingt-six ans, commedia in due atti e in prosa, con Achille d'Artois;
- 1840: Deux Systèmes, vaudeville in due atti;
- 1840: Le Dompteur de bêtes féroces, vaudeville in un atto, con Théaulon;
- 1840: Un jeune caissier, dramma in tre atti e in prosa, con Théaulon;
- 1841: Le Flagrant Délit, commedia-vaudeville in un atto, con Edmond de Biéville;
- 1841: Une veuve de la grande armée, vaudeville in 4 atti con Théaulon e Louis François Clairville;[13]
- 1843: Le Héros du marquis de quinze sous, commedia-vaudeville in tre atti, con de Biéville;
- 1844: Une Idée de médecin, commedia in un atto, con Achille d'Artois;
- 1844: Les Mystères de Passy, parodia-vaudeville in cinque atti, con Rochefort;
- 1845: La Gardeuse de dindons, commedia-vaudeville in tre atti, con de Biéville, musica originale di Eugène Dejazet;[14]
- 1846: Un domestique pour tout faire, commedia-vaudeville in un atto, con Achille d'Artois;
- 1846: La Fille obéissante, commedia-vaudeville in un atto, con Achille d'Artois;
- 1849: Un Monsieur qui veut exister, vaudeville in un atto, con Achille d'Artois;
- 1850: Les Saisons vivantes, con Roger de Beauvoir;
- 1852: Une nuit orageuse, commedia-vaudeville in due atti, con Jules Adenis;
- 1854: Reculer pour mieux sauter, vaudeville in un atto, con Achille d'Artois.